# Torpedo (nadwozie)

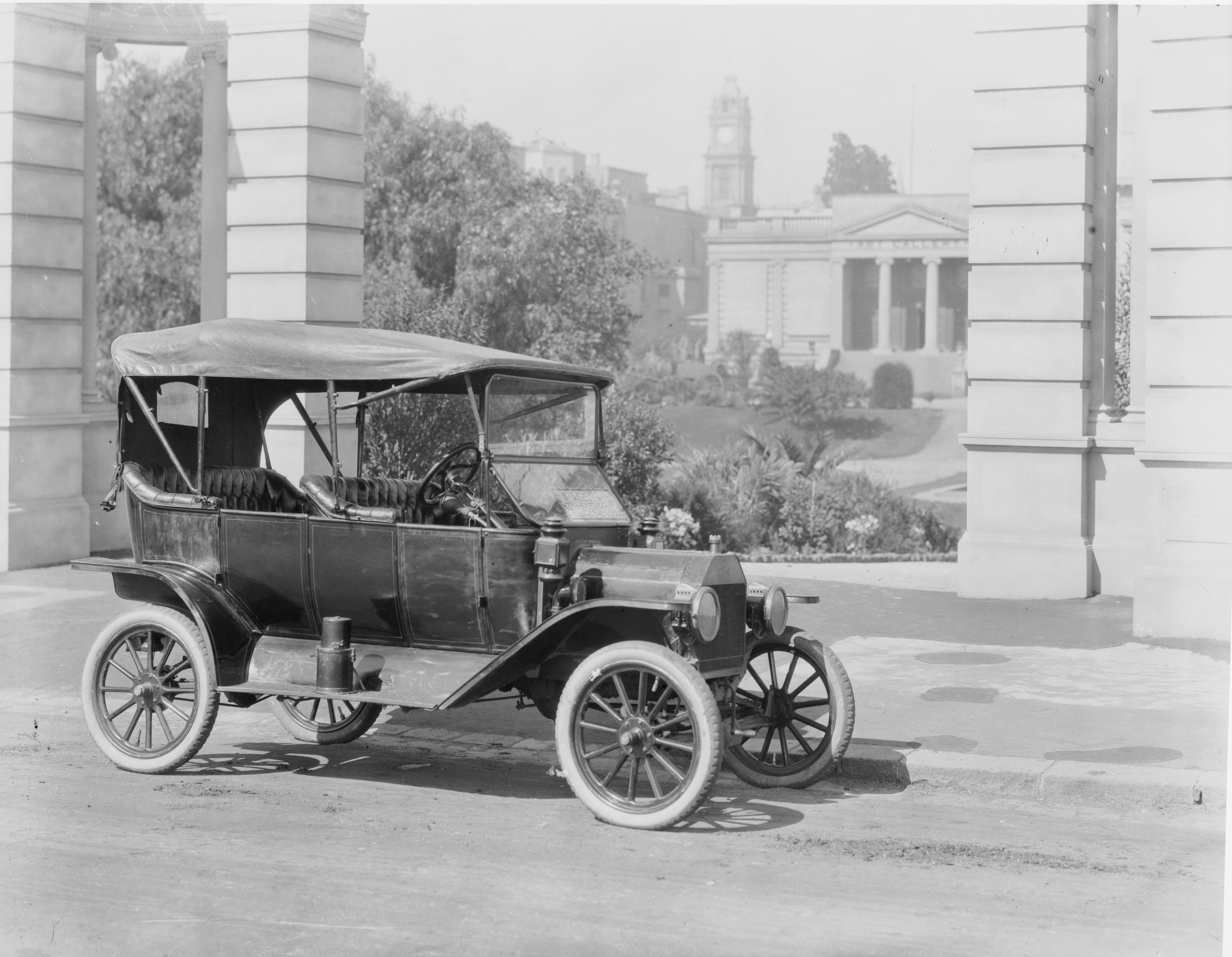
Ford Model T - przykład nadwozia typu torpedo

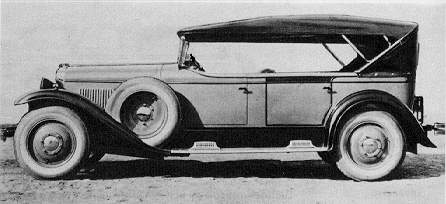
CWS T-1 - pierwszy polski samochód

Torpedo – najpopularniejszy typ nadwozia samochodów osobowych w latach 1910–1930. W USA określany jako touring. Zastąpił double phaétony. Kabina miała gładkie płaszczyzny. Górna krawędź boków i drzwi stanowiła prawie prostą, poziomą linię. Dach był miękki, składany, jednak nie dawał żadnej osłony po bokach kabiny. 
Dach wykonany był z brezentu lub skóry. Z przodu mocowano go do ramki przedniej szyby, z tyłu na stałe do nadwozia, a napinało się go za pomocą specjalnego pałąka mocowanego mniej więcej pośrodku nadwozia. Mógł być również wyposażony w boczki z szybami celuloidowymi.

## Przykładowe modele
- Opel Torpedo6/16 HP z 1911 roku
- Opel 9 H z 1911 r.
- Opel Viersitzer Cabrio z 1928 r.
- Oldsmobile Limited z 1910 r. (miał za przednimi siedzeniami zapasowe opony)
- Chevrolet Classic Six z 1910 r.
- Lancia Beta Torpedo z 1909 r.
- Lancia Theta Torpedo z lat 1913-1919 (również jako dual cowl)
- Citroën Caddy Sport z 1923 r.
- Citroën Type A (zwany też 10 CV) z 1919 r.
- Buick D 45 z 1916 r.
- Chevrolet Series 490 Touring z 1919 r. (tanie i niewielkie torpedo)
- Rolls Royce Silver Ghost Alpine Eagle z 1914 r. (bardzo luksusowy, drogi - wysokiej klasy torpedo)
- CWS T-1 z 1927 r.